# Lillselssjön
Lillselssjön är en sjö i Härnösands kommun i Ångermanland och ingår i Ångermanälven-Gådeåns kustområde. Sjön har en area på 0,0859 kvadratkilometer och ligger 192,7 meter över havet. Sjön avvattnas av vattendraget Utansjöån (Svanabäcken). Vid provfiske har abborre, gädda och mört fångats i sjön.

## Delavrinningsområde
Lillselssjön ingår i det delavrinningsområde (697196-159062) som SMHI kallar för Ovan Rislandsån. Medelhöjden är 296 meter över havet och ytan är 17,99 kvadratkilometer. Räknas de 6 avrinningsområdena uppströms in blir den ackumulerade arean 42,75 kvadratkilometer. Avrinningsområdets utflöde Utansjöån (Svanabäcken) mynnar i havet. Avrinningsområdet består mestadels av skog (89 procent). Avrinningsområdet har 0,09 kvadratkilometer vattenytor vilket ger det en sjöprocent på 0,5 procent.